# Avagraha
L'avagraha è il segno diacritico utilizzato in gran parte delle scritture indiche per indicare una prodelisione della lettera "a" (अ). Viene reso con il simbolo ऽ (o derivati) e, di solito, viene traslitterato mediante un apostrofo. Ad esempio, la frase sanscrita शिवो ऽहम् viene traslitterata con Śivo 'ham (Śivaḥ aham senza sandhi, in italiano: "Io sono Shiva").
Se posto dopo una vocale, l'avagraha può essere utilizzato anche per prolungare la durata del suono della stessa. Ad esempio, l'espressione hindi माँऽऽऽ! sta per "Mãããã!" ed è pronunciata per chiamare la propria madre.

## Unicode
| Simbolo | Unicode | Alfabeto   |
| ------- | ------- | ---------- |
| ऽ       | U+093D  | Devanagari |
| ঽ       | U+09BD  | Bengali    |
| ઽ       | U+0ABD  | Gujarati   |
| ଽ       | U+0B3D  | Oriya      |
| ఽ       | U+0C3D  | Telugu     |
| ಽ       | U+0CBD  | Kannada    |
| ഽ       | U+0D3D  | Malayalam  |
| 𑱀       | U+0D3D  | Bhaiksuki  |